# Analisi musicale
Si chiama analisi musicale la disciplina che indaga le singole opere musicali, sotto l'aspetto della forma, della struttura interna, delle tecniche compositive impiegate, o per quanto riguarda il rapporto tra questi aspetti e aspetti ermeneutici, narrativi e drammatici. L'analisi musicale è un settore della teoria della musica, di cui rappresenta la specializzazione più recente: infatti la sua nascita come disciplina autonoma risale approssimativamente alla seconda metà del XIX secolo, inizialmente in Germania e nei paesi di lingua inglese (Stati Uniti, Regno Unito). In Italia solo nella seconda metà del XX secolo si è potuto recuperare il ritardo culturale causato dalla generale carenza di tali prospettive di studio. Al proposito una figura di rilievo è quella di Marco de Natale.